# Movember

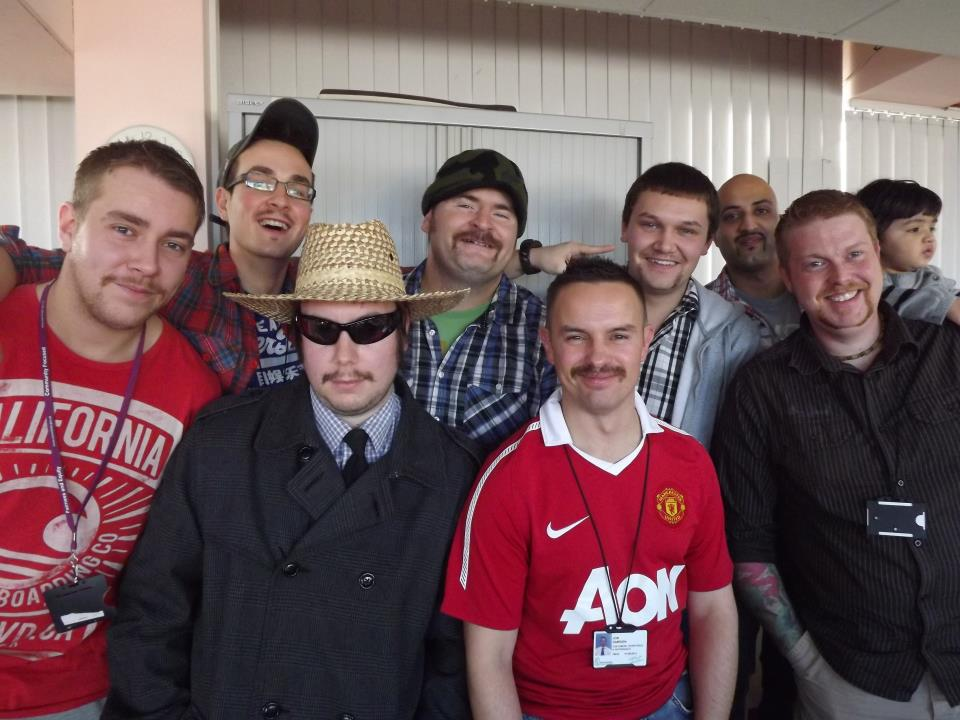
Un gruppo di uomini baffuti per Movember

Movember (da "Moustache", parola francese per baffi, e "November") è un evento annuale a scopo benefico che si svolge nel corso del mese di novembre. Durante questo periodo gli uomini che vi aderiscono (i Mo bro) si fanno crescere i baffi per raccogliere fondi e diffondere consapevolezza sul carcinoma della prostata ed altre patologie.

## Descrizione
La Movember Foundation si occupa di gestire l'evento Movember attraverso il sito Movember.com. Il motto del Movember è di "cambiare la faccia della salute degli uomini" (letteralmente da "change the face of men's health").
Spingendo gli uomini a prendere parte al movimento / evento, Movember si pone gli obiettivi di favorire la diagnosi precoce del cancro alla prostata, aumentare l'efficacia dei trattamenti e ridurre il numero di decessi. Oltre che suggerire un check-up annuale, la fondazione Movember incoraggia gli uomini ad indagare possibili storie familiari relative al cancro e ad adottare uno stile di vita più salutare.
Dal 2004 la Movember Foundation ha promosso eventi a sostegno della lotta contro il carcinoma della prostata e disturbo depressivo, in Australia e Nuova Zelanda. Nel 2007 eventi del genere hanno avuto luogo in Irlanda, Canada, Repubblica Ceca, Danimarca, El Salvador, Spagna, Regno Unito, Israele, Sudafrica, Taiwan e Stati Uniti. A partire dal 2012 anche la Francia aderisce all'evento. Il Canada ha aderito e contribuito alla raccolta fondi Movember più di qualunque altra nazione. Nel 2012 il Global Journal ha inserito il Movember tra le 100 più importanti ONG (organizzazioni non governative) del mondo.